# Myrrhis chaerophyllea
Myrrhis chaerophyllea är en flockblommig växtart som beskrevs av Jean-Baptiste de Lamarck. Myrrhis chaerophyllea ingår i släktet spanskkörvlar, och familjen flockblommiga växter. Inga underarter finns listade i Catalogue of Life.